# Panda (gruppo musicale)
I Panda (reso graficamente anche in PXNDX) sono un gruppo musicale punk rock messicano formatosi nel 1996 a Monterrey.

## Formazione
Attuale
- José Madero (Pepe) - voce, chitarra, sintetizzatore, piano, tastiere (dal 1996)
- Arturo Arredondo (Arthur/R2-D2) - chitarra, voce (dal 2005)
- Ricardo Treviño (Rix) - basso, cori (dal 1996)
- Jorge Vázquez (Kross) - batteria, percussioni (dal 1997)

Ex componenti
- David Castillo (Chunky) - batteria, percussion (1996)
- Jorge Garza (Ongi) - chitarra, voce (1996–2004)

## Discografia
- 2000 – Arroz con leche
- 2002 – La revancha del Príncipe Charro
- 2005 – Para ti con desprecio
- 2006 – Amantes sunt amentes
- 2007 – Sinfonía Soledad
- 2009 – Poetics
- 2010 – Panda MTV Unplugged
- 2012 – Bonanza
- 2013 – Sangre fría